# Wimbledon Championships 2002
Die 116. Wimbledon Championships fanden vom 24. Juni bis zum 7. Juli in London statt. Ausrichter war der All England Lawn Tennis and Croquet Club.
Es nahmen in der Hauptrunde jeweils 128 Herren und Damen an den Einzelwettbewerben und jeweils 64 Paare an den Doppelbewerben bzw. am Mixed-Bewerb teil.

## Herreneinzel

### Setzliste
| Nr. | Spieler             | Erreichte Runde |
| --- | ------------------- | --------------- |
| 01. | Lleyton Hewitt      | Sieg            |
| 02. | Marat Safin         | 2. Runde        |
| 03. | Andre Agassi        | 2. Runde        |
| 04. | Tim Henman          | Halbfinale      |
| 05. | Jewgeni Kafelnikow  | 3. Runde        |
| 06. | Pete Sampras        | 2. Runde        |
| 07. | Roger Federer       | 1. Runde        |
| 08. | Thomas Johansson    | 1. Runde        |
| 09. | Juan Carlos Ferrero | 2. Runde        |
| 10. | Guillermo Cañas     | 2. Runde        |
| 11. | Andy Roddick        | 3. Runde        |
| 12. | Jiří Novák          | 2. Runde        |
| 13. | Younes El Aynaoui   | 1. Runde        |
| 14. | Thomas Enqvist      | 2. Runde        |
| 15. | Andrei Pavel        | 3. Runde        |
| 16. | Nicolas Escudé      | 3. Runde        |

| Nr. | Spieler            | Erreichte Runde |
| --- | ------------------ | --------------- |
| 17. | Rainer Schüttler   | 3. Runde        |
| 18. | Sjeng Schalken     | Viertelfinale   |
| 19. | Juan Ignacio Chela | 1. Runde        |
| 20. | Tommy Robredo      | 1. Runde        |
| 21. | Maks Mirny         | 1. Runde        |
| 22. | Nicolás Lapentti   | Viertelfinale   |
| 23. | Greg Rusedski      | Achtelfinale    |
| 24. | Gastón Gaudio      | 2. Runde        |
| 25. | Fabrice Santoro    | 2. Runde        |
| 26. | Todd Martin        | 2. Runde        |
| 27. | Xavier Malisse     | Halbfinale      |
| 28. | David Nalbandian   | Finale          |
| 29. | James Blake        | 2. Runde        |
| 30. | Ivan Ljubičić      | 2. Runde        |
| 31. | Stefan Koubek      | 2. Runde        |
| 32. | Jarkko Nieminen    | 2. Runde        |

## Dameneinzel

### Setzliste
| Nr. | Spielerin           | Erreichte Runde |
| --- | ------------------- | --------------- |
| 01. | Venus Williams      | Finale          |
| 02. | Serena Williams     | Sieg            |
| 03. | Jennifer Capriati   | Viertelfinale   |
| 04. | Monica Seles        | Viertelfinale   |
| 05. | Kim Clijsters       | 2. Runde        |
| 06. | Justine Henin       | Halbfinale      |
| 07. | Jelena Dokić        | Achtelfinale    |
| 08. | Sandrine Testud     | 2. Runde        |
| 09. | Amélie Mauresmo     | Halbfinale      |
| 10. | Silvia Farina Elia  | 3. Runde        |
| 11. | Daniela Hantuchová  | Viertelfinale   |
| 12. | Jelena Dementjewa   | Achtelfinale    |
| 13. | Meghann Shaughnessy | 2. Runde        |
| 14. | Iroda Toʻlaganova   | 2. Runde        |
| 15. | Anna Smaschnowa     | 1. Runde        |
| 16. | Lisa Raymond        | Achtelfinale    |

| Nr. | Spielerin           | Erreichte Runde |
| --- | ------------------- | --------------- |
| 17. | Patty Schnyder      | 2. Runde        |
| 18. | Anastassija Myskina | 3. Runde        |
| 19. | Magdalena Maleewa   | Achtelfinale    |
| 20. | Tamarine Tanasugarn | Achtelfinale    |
| 21. | Tatjana Panowa      | 3. Runde        |
| 22. | Anne Kremer         | 2. Runde        |
| 23. | Iva Majoli          | 3. Runde        |
| 24. | Alexandra Stevenson | 1. Runde        |
| 25. | Nathalie Dechy      | 3. Runde        |
| 26. | Dája Bedáňová       | 3. Runde        |
| 27. | Ai Sugiyama         | 3. Runde        |
| 28. | Paola Suárez        | 1. Runde        |
| 29. | Barbara Schett      | 2. Runde        |
| 30. | Clarisa Fernández   | 2. Runde        |
| 31. | Nicole Pratt        | 1. Runde        |
| 32. | Amanda Coetzer      | 2. Runde        |

## Herrendoppel

### Setzliste
| Nr. | Paarung                        | Erreichte Runde |
| --- | ------------------------------ | --------------- |
| 01. | Donald Johnson Jared Palmer    | Halbfinale      |
| 02. | Mark Knowles Daniel Nestor     | Finale          |
| 03. | Mahesh Bhupathi Maks Mirny     | Viertelfinale   |
| 04. | Wayne Black Kevin Ullyett      | 2. Runde        |
| 05. | Jonas Björkman Todd Woodbridge | Sieg            |
| 06. | Bob Bryan Mike Bryan           | Halbfinale      |
| 07. | Martin Damm Cyril Suk          | Viertelfinale   |
| 08. | David Prinosil David Rikl      | Viertelfinale   |

| Nr. | Paarung                          | Erreichte Runde |
| --- | -------------------------------- | --------------- |
| 09. | Paul Haarhuis Jewgeni Kafelnikow | Achtelfinale    |
| 10. | Jiří Novák Radek Štěpánek        | 2. Runde        |
| 11. | Ellis Ferreira Rick Leach        | 2. Runde        |
| 12. | Joshua Eagle Sandon Stolle       | Achtelfinale    |
| 13. | Michaël Llodra Fabrice Santoro   | 1. Runde        |
| 14. | Julien Boutter Sjeng Schalken    | Achtelfinale    |
| 15. | Brian MacPhie Nenad Zimonjić     | Achtelfinale    |
| 16. | Lucas Arnold Ker Gastón Etlis    | 1. Runde        |

## Damendoppel

### Setzliste
| Nr. | Paarung                               | Erreichte Runde |
| --- | ------------------------------------- | --------------- |
| 01. | Lisa Raymond Rennae Stubbs            | Viertelfinale   |
| 02. | Virginia Ruano Pascual Paola Suárez   | Finale          |
| 03. | Serena Williams Venus Williams        | Sieg            |
| 04. | Cara Black Jelena Lichowzewa          | Halbfinale      |
| 05. | Kimberly Po-Messerli Nathalie Tauziat | Viertelfinale   |
| 06. | Sandrine Testud Roberta Vinci         | Achtelfinale    |
| 07. | Nicole Arendt Liezel Huber            | 2. Runde        |
| 08. | Jelena Dementjewa Janette Husárová    | 1. Runde        |

| Nr. | Paarung                              | Erreichte Runde |
| --- | ------------------------------------ | --------------- |
| 09. | Rika Fujiwara Ai Sugiyama            | Achtelfinale    |
| 10. | Tina Križan Katarina Srebotnik       | Viertelfinale   |
| 11. | Janet Lee Wynne Prakusya             | Achtelfinale    |
| 12. | Silvia Farina Elia Barbara Schett    | Achtelfinale    |
| 13. | Els Callens Meghann Shaughnessy      | Achtelfinale    |
| 14. | Dája Bedáňová Jelena Bowina          | 1. Runde        |
| 15. | Amanda Coetzer Lori McNeil           | 2. Runde        |
| 16. | Jennifer Capriati Daniela Hantuchová | 2. Runde        |

## Mixed

### Setzliste
| Nr. | Paarung                             | Erreichte Runde |
| --- | ----------------------------------- | --------------- |
| 01. | Jared Palmer Rennae Stubbs          | Achtelfinale    |
| 02. | Donald Johnson Kimberly Po-Messerli | Halbfinale      |
| 03. | Mahesh Bhupathi Jelena Lichowzewa   | Sieg            |
| 04. | Kevin Ullyett Daniela Hantuchová    | Finale          |
| 05. | Leander Paes Lisa Raymond           | Viertelfinale   |
| 06. | Mike Bryan Liezel Huber             | Achtelfinale    |
| 07. | Jonas Björkman Anna Kurnikowa       | Viertelfinale   |
| 08. | Mark Knowles Jelena Bowina          | 1. Runde        |

| Nr. | Paarung                      | Erreichte Runde |
| --- | ---------------------------- | --------------- |
| 09. | Gastón Etlis Paola Suárez    | 1. Runde        |
| 10. | Bob Bryan Katarina Srebotnik | Viertelfinale   |
| 11. | Joshua Eagle Barbara Schett  | Achtelfinale    |
| 12. | David Rikl Tathiana Garbin   | 2. Runde        |
| 13. | Brian MacPhie Amanda Coetzer | Achtelfinale    |
| 14. | Pavel Vízner Roberta Vinci   | 2. Runde        |
| 15. | Martin Damm Květa Hrdličková | 2. Runde        |
| 16. | Robbie Koenig Els Callens    | Halbfinale      |